# Dia Mundial de la Tonyina
El Dia Mundial de la Tonyina és un dia internacional que se celebra el 2 de maig.
El 7 de desembre de 2016 l'Assemblea General de les Nacions Unides decideix, a través de la Resolució 71/124, designar el 2 de maig 'Dia Mundial de la Tonyina'. La commemoració d'aquest dia pretén subratllar la importància d'una gestió pesquera sostenible i de conservació per evitar que les poblacions de tonyina es redueixin perillosament, i reconeix el paper fonamental d'aquest exemplar en el desenvolupament sostenible, la seguretat alimentària, l'economia i els mitjans de vida de les persones de tot el món.